# Rubus schnedleri
Rubus schnedleri (syn. Rubus atrovirens P.J.Müll.) — вид квіткових рослин з родини трояндових (Rosaceae). Ареал: сх. Франція, Німеччина, Польща.
Зустрічається в південно-західній Польщі. Спостерігається виключно в лісових угрупованнях.